# Mały kominiarczyk
Mały kominiarczyk (ang. The Little Sweep) — opera dziecięca skomponowana przez Benjamina Brittena i wchodząca w skład Zróbmy operę (ang. Let's make an opera) - dzieła przybliżającego dzieciom tę dziedzinę sztuki. Libretto napisał Eric Crozier.

## Osoby
- Mały Kominiarczyk, Sam, ośmiolatek, zmuszony do pracy ponad siły - sopran
- Clem, okropny kominiarz, wykorzystujący małego Sama do pracy - bas
- Bob, syn Clema, równie okrutny - tenor
- panna Rowan, niania i służąca panny Bagott,opiekuje się dziećmi - sopran
- panna Bagott, okrutna właścicielka domu - alt
- Julia, czternastolatka, ratuje Sama swoim niezwykłym podstępem - sopran
- Sophie, dziesięciolatka - sopran
- Tina, ośmiolatka - sopran
- Hugh, ośmiolatek - sopran
- John, piętnastolatek - sopran
- Kay, dziesięciolatek - sopran

## Historia utworu
Światowa premiera opery odbyła się 14 czerwca 1949 r. w Aldeburghu. W Polsce pierwszy raz wystawiona w latach sześćdziesiątych XX w. w Poznaniu i tam tę operę Brittena ostatnio przypomniał Teatr Wielki w Poznaniu.